# 소크라치스
소크라치스 브라질레이루 삼파이우 지 소자 비에이라 지 올리베이라(포르투갈어: Sócrates Brasileiro Sampaio de Souza Vieira de Oliveira, 1954년 2월 19일 ~ 2011년 12월 4일)는 약칭 소크라치스(Sócrates)라는 이름으로 알려져 있는 브라질의 전 축구 선수, 의사, 사회 운동가로 포지션은 공격형 미드필더였다.
축구 가문으로도 유명한데 파리 생제르맹 FC와 상파울루 FC 소속으로 뛰면서 1994년 FIFA 월드컵에 출전했던 공격형 미드필더인 하이는 그의 동생이다.

## 국가대표팀 경력
1982년 FIFA 월드컵과 1986년 FIFA 월드컵에서 브라질 대표로 출전했으며 특히 1982년 FIFA 월드컵 당시 텔레 산타나가 이끌던 브라질 축구 국가대표팀에서 지쿠, 파우캉, 세레주와 함께 '황금 사중주(四重奏)'라고 불릴 정도로 막강한 공격력을 갖춘 미드필더 라인의 멤버였다.

## 기타
스포츠 선수로서는 드물게 의사 자격증을 가지고 있었다. 히베이랑 프레투 의대(Faculdade de Medicina de Ribeirão Preto)를 졸업했으며 프로 선수 생활을 하면서도 의대에서 공부를 계속했다고 한다. 축구 선수 은퇴 후에는 의사로 일하기도 했으며 그로 인해 "소크라치스 박사"(Dr. Sócrates)라는 별명으로 불리기도 했다. 뿐만 아니라 브라질의 군사 독재 시절에 민주화 운동에 참여하기도 했고, 신문이나 잡지의 컬럼리스트로 일하기도 했다.
2011년 12월 1일 위장 출혈 증세로 브라질 상파울루에 있는 한 병원에 입원하면서 치료를 받고 있었지만 12월 4일 패혈성 쇼크로 인해 향년 58세를 일기로 사망했다.

## 수상

#### 보타포구-SP
- 토르네이우 비센테 페올라 : 1976

#### 코린치안스
- 파울리스타 주립리그 : 1979, 1982, 1983

#### 플라멩구
- 카리오카 주립리그 : 1986
- 타사 리우 : 1986

#### 브라질
- 코파 아메리카 : 준우승 (1983), 3위 (1979)
- 브라질-잉글랜드 컵 : 1981

### 개인
- 볼라 지 프라타 : 1980
- 남아메리카 올해의 선수 : 1983
- 캄페오나투 파울리스타 득점왕 : 1976
- 월드 사커 올해의 팀 : 1982, 1983, 1984
- 월드 사커 20세기 최고의 선수 61위
- 브라질 축구 박물관 명예의 전당
- FAI 특별상 : 2007
- FIFA XI : 1982
- FIFA 100 : 2004